# Urmărire penală
Urmărirea penală are ca obiect strângerea probelor necesare cu privire la existența infracțiunilor, la identificarea făptuitorilor și la stabilirea răspunderii acestora, pentru a se constata dacă este sau nu cazul să se dispună trimiterea în judecată.
Urmărirea penală se efectuează de către procurori și de către organele de cercetare penală (organele de cercetare ale poliției sau organele de cercetare speciale).
Urmărirea penală se poate finaliza cu soluții de netrimitere în judecată (clasare, renunțare la urmărire penală) sau cu soluție de trimitere în judecată.

## Urmărirea penală in rem
Urmărirea penală in rem (cu privire la faptă, nu împotriva persoanei in personam ) se face atunci când toate condițiile legale referitoare la declanșarea urmăririi sunt legate exclusiv de fapta penală.